# 蔡卓如
蔡卓如（英語：Catherine Choi，2001年5月1日—），加拿大女子羽毛球運動員。

## 簡歷
2019年4月，蔡卓如代表加拿大出戰在墨西哥阿瓜斯卡連特斯舉行的泛美洲羽毛球錦標賽，與吳宛菱合作拿得女子雙打比賽亞軍。

## 主要比賽成績
只列出曾進入準決賽的國際賽事成績：
| 年份   | 賽事                         | 公開賽級別 | 項目     | 拍檔              | 成績   |
| ------ | ---------------------------- | ---------- | -------- | ----------------- | ------ |
| 2017年 | 泛美洲青年羽毛球錦標賽       | 其他       | 混合團體 | －                | 亞軍   |
| 2018年 | 泛美洲羽毛球男女子團體錦標賽 | 其他       | 女子團體 | －                | 冠軍   |
| 2018年 | 泛美洲青年羽毛球錦標賽       | 其他       | 混合團體 | －                | 冠軍   |
| 2018年 | 薩爾瓦多羽毛球國際賽         | 未來系列賽 | 女子單打 | －                | 準決賽 |
| 2018年 | 薩爾瓦多羽毛球國際賽         | 未來系列賽 | 混合雙打 | 楊燦              | 冠軍   |
| 2019年 | 泛美洲羽毛球混合團體錦標賽   | 其他       | 混合團體 | －                | 冠軍   |
| 2019年 | 泛美洲羽毛球錦標賽           | 其他       | 女子雙打 | 吳宛菱            | 亞軍   |
| 2019年 | 泛美洲青年羽毛球錦標賽       | 其他       | 混合團體 | －                | 冠軍   |
| 2019年 | 保加利亞羽毛球公開賽         | 國際系列賽 | 女子雙打 | 吳宛菱            | 亞軍   |
| 2020年 | 泛美洲羽毛球男女子團體錦標賽 | 其他       | 女子團體 | －                | 冠軍   |
| 2022年 | 泛美洲羽毛球男女子團體錦標賽 | 其他       | 女子團體 | －                | 亞軍   |
| 2022年 | 泛美洲羽毛球錦標賽           | 其他       | 女子雙打 | 吳宛菱            | 亞軍   |
| 2022年 | 秘魯羽毛球國際賽             | 國際挑戰賽 | 女子雙打 | 吳宛菱            | 準決賽 |
| 2022年 | 墨西哥羽毛球國際賽           | 國際系列賽 | 女子雙打 | 吳宛菱            | 冠軍   |
| 2023年 | 泛美洲羽毛球混合團體錦標賽   | 其他       | 混合團體 | －                | 冠軍   |
| 2023年 | 波蘭羽毛球公開賽             | 國際挑戰賽 | 女子雙打 | 吳宛菱            | 亞軍   |
| 2023年 | 泛美洲羽毛球錦標賽           | 其他       | 女子雙打 | 吳宛菱            | 冠軍   |
| 2023年 | 墨西哥羽毛球國際挑戰賽       | 國際挑戰賽 | 女子雙打 | 吳宛菱            | 準決賽 |
| 2023年 | 危地馬拉羽毛球國際挑戰賽     | 國際挑戰賽 | 女子雙打 | 吳宛菱            | 冠軍   |
| 2023年 | 秘魯羽毛球國際挑戰賽         | 國際挑戰賽 | 女子雙打 | 吳宛菱            | 準決賽 |
| 2023年 | 泛美運動會羽毛球比賽         | 其他       | 女子雙打 | 吳宛菱            | 金牌   |
| 2023年 | 加拿大羽毛球國際挑戰賽       | 國際挑戰賽 | 女子雙打 | 吳宛菱            | 準決賽 |
| 2024年 | 阿塞拜疆羽毛球國際賽         | 國際挑戰賽 | 女子雙打 | 吳宛菱            | 亞軍   |
| 2024年 | 泛美洲羽毛球男女子團體錦標賽 | 其他       | 女子團體 | －                | 冠軍   |
| 2024年 | 波蘭羽毛球公開賽             | 國際挑戰賽 | 女子雙打 | 吳宛菱            | 準決賽 |
| 2024年 | 泛美洲羽毛球錦標賽           | 其他       | 女子雙打 | 吳宛菱            | 季軍   |
| 2024年 | 加拿大羽毛球國際挑戰賽       | 國際挑戰賽 | 女子雙打 | Jacqueline Cheung | 亞軍   |
| 2025年 | 泛美洲羽毛球混合團體錦標賽   | 其他       | 混合團體 | －                | 冠軍   |

| 2007-2017年 | 首要超級賽 | 超級賽 | 黃金大獎賽 | 大獎賽 | 國際挑戰賽 | 國際系列賽 | 未來系列賽 | 其他 |

| 2018-2026年 | 總決賽 | 超級1000賽 | 超級750賽 | 超級500賽 | 超級300賽 | 超級100賽 | 國際挑戰賽 | 國際系列賽 | 未來系列賽 | 其他 |

### 奧運會和世錦賽參賽紀錄
|          | 搭檔   | 2022 | 2023 |
| -------- | ------ | ---- | ---- |
| 女子雙打 | 吳宛菱 | 32強 | 64強 |